# Georg Jilovsky

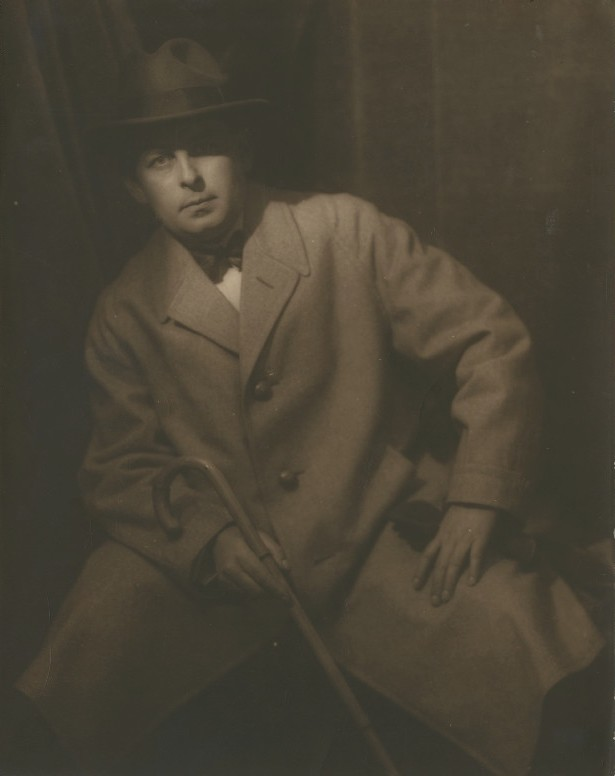

Georg Jilovsky (tschechisch: Jiří Jílovský) (* 16. März 1884 in Prag; † 16. Februar 1958 ebenda) war ein tschechischer Grafiker und Künstler. Jilovsky war Sohn des Prager Kaufmanns Josef Jilovsky (* 1852) und dessen Ehefrau Julie, geborene Heller (* 1863). Sein Elternhaus war zweisprachig und Jilovsky benutzte später beide Formen seines Namens.

## Leben
Jilovsky wuchs in Prag auf und besuchte dort die tschechische Grundschule, später die deutsche Realschule in der Mikulandská-Straße. Nach Abschluss der Schulausbildung studierte er von 1900 bis 1904 an der Prager Kunstgewerbeschule und dann bis 1907 an der Prager Akademie der bildenden Künste. 1907/1908 hielt er sich in München auf und lebte dann wieder in Prag, unternahm jedoch zahlreiche Reisen durch Deutschland, Österreich, Italien und die Schweiz. 1931 wurde Jilovsky für seine Entwürfe der Bühnendekoration für die Oper Schwanda, der Dudelsackpfeifer von Jaromír Weinberger für das Neue Deutsche Theater in Prag mit dem Tschechoslowakischen Staatspreis ausgezeichnet.
Nach der nationalsozialistischen Besetzung von Prag wurde Jilovsky im September 1943 verhaftet, weil er Jude war. 1941 wurde er im KZ Theresienstadt inhaftiert, 1944 nach Auschwitz und schließlich im April in das Nebenlager Schlier des KZ Mauthausen verlegt. Dort überlebte er bis zum Ende des Zweiten Weltkriegs. Danach kehrte er wieder nach Prag zurück.
Jilovsky wurde im Konzentrationslager zur Mitarbeit an der Aktion Bernhard gezwungen.

## Werke
Als Grafiker fertigte Jilovsky vor allem Exlibris an. Als Maler widmete er sich der Landschaftsmalerei. Das Jüdische Museum Prag würdigte sein Lebenswerk 2005 mit einer Sonderausstellung.
- 10 Exlibris-Radierungen, Pasing bei München: O. Kern & Cie, 1921